# Xã Metamora, Quận Franklin, Indiana
Xã Metamora (tiếng Anh: Metamora Township) là một xã thuộc quận Franklin, tiểu bang Indiana, Hoa Kỳ. Năm 2010, dân số của xã này là 974 người.